# معايش أميركي
معايش أميركي (الاسم العلمي: Symbion americanus) هو نوع من الحيوانات يتبع جنس المعايش من فصيلة معايشات.